# Dhammapada
Dhammapada är en textsamling tillhörande Khuddaka Nikaya från Palikanonen, den kanoniska skriftsamlingen för theravadabuddhismen. Dhammapada består av 423 verser som i synnerhet berör etik och moral. Texten har varit mycket populär i västvärlden, vilket reflekteras i det många antalet översättningar Dhammapada fått till västerländska språk. Den första översättningen till ett västerländskt språk gjordes år 1855 av den danska forskaren Victor Fausbøll och Dhammapada har sedan dess fått över 50 översättningar till engelska och andra språk.. På svenska finns följande översättningar: 
- "Dhammapada : buddhistiska aforismer" (översatta och kommenterade av Rune E. A. Johansson, Natur och Kultur, 1967, nya upplagor 1983 och 2006)
- "Dhammapada" (översättning: Gunnar Gällmo, Buddhasasanaförlaget, 1999).